# Катлервілл (Мічиган)
Катлервілл (англ. Cutlerville) — переписна місцевість (CDP) в США, в окрузі Кент штату Мічиган. Населення — 17 849 осіб (2020).

## Географія
Катлервілл розташований за координатами 42°50′21″ пн. ш. 85°40′28″ зх. д. / 42.83917° пн. ш. 85.67444° зх. д. (42.839206, -85.674463).  За даними Бюро перепису населення США в 2010 році переписна місцевість мала площу 15,24 км², з яких 15,20 км² — суходіл та 0,04 км² — водойми.

## Демографія
Згідно з переписом 2010 року, у переписній місцевості мешкало 14 370 осіб у 5725 домогосподарствах у складі 3738 родин. Густота населення становила 943 особи/км².  Було 6191 помешкання (406/км²).
Расовий склад населення:
| - 82,2 % — білих - 7,2 % — чорних або афроамериканців - 3,0 % — азіатів - 0,8 % — корінних американців - 3,8 % — осіб інших рас |

До двох чи більше рас належало 3,1 %. Частка іспаномовних становила 8,2 % від усіх жителів.
За віковим діапазоном населення розподілялося таким чином: 24,1 % — особи молодші 18 років, 63,0 % — особи у віці 18—64 років, 12,9 % — особи у віці 65 років та старші. Медіана віку мешканця становила 35,8 року. На 100 осіб жіночої статі у переписній місцевості припадало 95,7 чоловіків;  на 100 жінок у віці від 18 років та старших — 93,5 чоловіків також старших 18 років.
Середній дохід на одне домашнє господарство  становив 56 029 доларів США (медіана — 45 072), а середній дохід на одну сім'ю — 62 016 доларів (медіана — 53 154). Медіана доходів становила 41 327 доларів для чоловіків та 33 470 доларів для жінок. За межею бідності перебувало 16,0 % осіб, у тому числі 23,0 % дітей у віці до 18 років та 5,2 % осіб у віці 65 років та старших.
Цивільне працевлаштоване населення становило 7185 осіб. Основні галузі зайнятості: освіта, охорона здоров'я та соціальна допомога — 22,2 %, виробництво — 20,0 %, роздрібна торгівля — 12,7 %, науковці, спеціалісти, менеджери — 10,0 %.